# مسیر سبز
مسیر سبز (به انگلیسی: The Green Mile) فیلمی به کارگردانی فرانک دارابونت و محصول سال ۱۹۹۹ شرکت آمریکایی برادران وارنر است که بر اساس رمانی به همین نام از استیون کینگ ساخته شده‌است و در آن تام هنکس در نقش پل اجکام و مایکل کلارک دانکن در نقش جان کافی بازی می‌کنند. مسیر سبز همچنین یک موفقیت در گیشه بود و موفق شد نزدیک به ۳۰۰ میلیون دلار فروش کند در حالی که بودجه ساختش تنها ۶۰ میلیون دلار بود.
در مراسم اسکار سال ۲۰۰۰ این فیلم نامزد چهار اسکار شد (بهترین فیلم، بهترین بازیگر نقش مکمل مرد، بهترین فیلمنامه اقتباسی، بهترین صدا گذاری) اما هیچ‌یک از آن‌ها را به دست نیاورد و بیش تر این جوایز را به رقیب اصلی خود در آن سال یعنی زیبای آمریکایی باخت.

## داستان
سال ۱۹۹۹ در یک خانه سالمندان واقع در ایالت لوئیزیانا در آمریکا، پل اجکام بازنشسته پس از دیدن صحنهٔ رقص فیلم کلاه سیلندری به گریه می‌افتد، الین که دوست او در خانه سالمندان است، نگران پل می‌شود و او توضیح می‌دهد که فیلم برای او یادآور اتفاقات دوران خدمتش به عنوان یک افسر در بند اعدامیان ندامتگاه واقع در نواحی کوهستانی در غرب کارولینای شمالی با نام مستعار «مسیر سبز» بوده‌است. در سال ۱۹۳۵، پل بر افسرانی با اسامی بروتوس هاول (ملقب به وحشی)، دین استانتون، هری ترویلیگر و پرسی وتمور نظارت می‌کرد و به رئیس خود به نام هال مورز گزارش می‌داد. پرسی که با همسر فرماندار ایالت کارولینای شمالی نسبت نزدیکی دارد، از این نسبت برای فرار از مجازات برای کارهای سادیستی خود سوءاستفاده می‌کند. او به خصوص با یک زندانی به نام ادوارد دلاکریکس (شناخته شده به نام دل) بی‌رحم است و انگشتان او را تنها برای یک پوزخند به او می‌شکند.
پل با یک مرد سیاه‌پوست قوی هیکل ولی با رفتاری آرام به نام جان کافی که به اتهام تجاوز و قتل دو دختر بچه محکوم به اعدام شده‌است، آشنا می‌شود. جان به دل و یک اعدامی دیگر به نام ارلین بیترباک که کمی بعد اعدام می‌شود، می‌پیوندد. افسران ناچارند با یک بیمار روانی اعدامی جدید به نام ویلیام وارتون (ملقب به بیل وحشی) که مدام به افسران زندان تعرض و به جان توهین نژاد پرستانه می‌کند، دست و پنجه نرم کنند و مجبور می‌شوند بارها او را در سلول انفرادی زندانی کنند.
بعد از این که جان با لمس کردن پل عفونت ادراری شدید او را درمان می‌کند و کمی بعد نیز موش دل به نام آقای جینگلز که پیشتر توسط پرسی کشته شده بود را زنده می‌کند، پل متوجه می‌شود که جان از قدرتی ماوراء طبیعی برای درمان برخوردار است. پل تردید دارد که فردی با قدرت انجام معجزه‌های الهی مرتکب چنان جنایت فجیعی شده باشد.
در ازای استعفا از ندامتگاه و پذیرفتن یک شغل جدید در یک تیمارستان، پل به پرسی اجازه می‌دهد از نزدیک اعدام دل را مشاهده کند. در جریان اعدام، پرسی از خیس کردن اسفنج که برای هدایت سریع برق به سر اعدامی ضروری است، سر باز می‌زند و باعث می‌شود دل مرگی عذاب‌آور و ترسناک را از طریق سوختن، که برای جان نیز قابل حس است، تجربه کند. پل و دیگر افسران برای تنبیه پرسی او را یک شب در سلول انفرادی حبس می‌کنند. بعد از حبس پرسی، آنها وارتون را با داروی خواب‌آور ناهشیار می‌کنند و جان را مخفیانه از زندان خارج می‌کنند تا با موفقیت از قدرت خود برای درمان تومور مغزی همسر رئیس مورز، یعنی ملیندا استفاده کند و جان او را نجات دهد. پس از آزاد کردن پرسی از سلول انفرادی، جان و دیگر افسران به پرسی هشدار می‌دهند که در صورت ادامه رفتار نابهنجارش، او را برای سوء رفتارهای متعدد، گزارش خواهند داد.
جان با استفاده از قدرت ماورایی خود، رنج ملیندا را در مغز پرسی «رها» می‌کند که باعث می‌شود پرسی با شلیک به وارتون، او را بکشد. اندکی بعد، جان با استفاده از الهام، برای پل فاش می‌کند که وارتون مقصر واقعی جنایاتی بود که جان به ناحق محکوم به آن‌ها شد و در این روند انرژی ماوراء طبیعی خود را به پل انتقال می‌دهد. پرسی که وارد حالتی کاتاتونیک شده‌است در همان تیمارستانی که قرار بود بعد از از استعفا از ندامتگاه در آنجا کار کند بستری می‌شود. بعد از فهمیدن اینکه جان بی‌گناه است فکر اعدام او ذهن پل را مغشوش می‌کند و حتی به جان پیشنهاد می‌دهد که فراری شود. اما جان می‌گوید که این اعدام برای او حکم رحم را دارد، زیرا او خسته از زندگی در دنیای بی رحمی است که مردمش مدام یکدیگر را عذاب می‌دهند. به عنوان خواسته آخرش، جان که هرگز فیلمی ندیده‌است به همراه دیگر افسران فیلم کلاه سیلندری را تماشا می‌کند. پیش از انجام اعدام، جان توسط والدین دختران کشته شده که او را گناه کار می‌پندارند، مورد توهین قرار می‌گیرد. جان از پل خواهش می‌کند که در جریان اعدامش، روپوش روی سر او نگذارد، زیرا او از تاریکی می‌ترسد. پل، بروتوس و دیگر افسران با اندوه فراوان و چشمان گریان، اعدام جان کافی را نظاره می‌کنند.
در زمان حال، پل به الین می‌گوید که اعدام جان، آخرین اعدامی بود که او و بروتوس شاهد آن بودند، زیرا هر دو متعاقباً از زندان استعفا دادند و در سیستم نوجوانان مشغول به کار شدند. پل برای الین برملا می‌کند که آقای جینگلز هنوز زنده است، زیرا به خاطر لمس شفابخش جان، از یک زندگی بسیار طولانی برخوردار شده‌است. او همچنین فاش می‌کند که اکنون ۱۰۸ سال دارد و در زمان اعدام جان ۴۴ ساله بوده‌است. در حالی که الین زندگی طولانی پل را یکی دیگر از معجزه‌های جان می‌داند، پل گمان می‌کند که او به عنوان مجازات الهی برای اعدام جان، محکوم به زنده ماندن بیشتر از همه عزیزانش در دنیا شده‌است. پل بعداً در مراسم خاکسپاری الین شرکت می‌کند و در مورد اینکه چقدر به پایان زندگیش باقی مانده‌است فکر می‌کند و می‌گوید: «همه ما به مرگ مدیونیم. هیچ استثنایی وجود ندارد. اما، خدایا… گاهی اوقات، مسیر سبز به نظر بسیار طولانی است.»

## بازیگران
| بازیگر            | نقش                  |
| ----------------- | -------------------- |
| تام هنکس          | پل اجکام             |
| بانی هانت         | جین اجکام            |
| ایو برنت          | الین کانلی           |
| برنت بریسکو       | بیل داج              |
| پاتریشا کلارکسون  | ملیندا مورز          |
| جیمز کرامول       | واردن هال مورز       |
| جفری دی‌مان        | هری ترویلیگر         |
| مایکل کلارک دانکن | جان کافی             |
| گراهام گرین       | آرلن بیترباک         |
| دبز گریر          | پل اجکام (پیر)       |
| داچ هاچینسن       | پرسی وتمور           |
| مایکل جیتر        | ادوارد دلاکرویکس     |
| دیوید مورس        | بروتوس «بروتال» هاول |
| بری پپر           | دین استنتن           |
| سام راکول         | 'وایلد بیل' وارتون   |
| ویلیام سدلر       | کلاس دتریک           |
| گری سینایس        | برت همرسمیت          |
| هری دین استنتون   | توت-توت              |
| بیل مک‌کینی        | جک وان هی            |
| کیث سارابایکا     | دانلد جتستون         |
| کریس آیوانز       | جیسون                |

## جزئیات
- این فیلم ۱۴۷ میلیون دلار در سینماهای آمریکا فروش داشته‌است.
- این فیلم نامزد دریافت جایزه گوی زرین بهترین بازیگر نقش مکمل مرد در سال ۲۰۰۰ شد.
- کارگردان این فیلم، فیلم دیگری رستگاری از شاوشنگ ساخته‌است که در آن از یکی دیگر از داستان‌های استفن کینگ استفاده کرده‌است.
- نام اجکام در حقیقت Edgecombe بوده که در فیلم Edgecomb استفاده شده‌است.

## موسیقی فیلم
موسیقی فیلم مسیر سبز بیشتر قطعه‌های سازی ساخته شده به دست توماس نیومن را دربرمی گیرد. در فهرست زیر، ترانه‌های موسیقی فیلم همراه با شماره‌هایشان در دیسک که توسط توماس نیومن ساخته نشده‌اند آورده شده‌است.
- ۸. «Cheek to Cheek»، فرد آستیر – ۲:۳۸
- ۱۹. «I Can't Give You Anything But Love» بیلی هالیدی – ۳:۲۷
- ۲۷. «Did You Ever See a Dream Walking?» جین آستین – ۲:۵۲
- ۳۴. "Charmaine" گای لامبارو – ۲:۲۵

## جوایز
| جایزه                                                | بخش                                   | دریافت کننده(ها)                                                       | نتیجه    | منبع   |
| ---------------------------------------------------- | ------------------------------------- | ---------------------------------------------------------------------- | -------- | ------ |
| جایزه‌های آکادمی اسکار                                | بهترین فیلم                           | دیوید والدس و فرانک دارابونت                                           | نامزدشده | [ ۵ ]  |
| جایزه‌های آکادمی اسکار                                | بهترین فیلم‌نامه اقتباسی               | فرانک دارابونت                                                         | نامزدشده | [ ۵ ]  |
| جایزه‌های آکادمی اسکار                                | بهترین بازیگر نقش مکمل مرد            | مایکل کلارک دانکن                                                      | نامزدشده | [ ۵ ]  |
| جایزه‌های آکادمی اسکار                                | بهترین صدابرداری                      | رابرت ج. لیت، الیوت تیسون، مایکل هربیک، ویلی د. برتون                  | نامزدشده | [ ۵ ]  |
| جایزه BMI                                            | جایزه موسیقی فیلم                     | توماس نیومن                                                            | برنده    |        |
| جایزه بلک ریل                                        | بهترین بازیگر نقش مکمل مرد            | مایکل کلارک دانکن                                                      | برنده    | [ ۶ ]  |
| جایزه بلک‌باستر اینترتیمنت                            | بهترین بازیگر مرد، درام               | تام هنکس                                                               | برنده    | [ ۷ ]  |
| جایزه بلک‌باستر اینترتیمنت                            | بهترین بازیگر نقش مکمل مرد-درام       | مایکل کلارک دانکن                                                      | نامزدشده |        |
| جایزه بلک‌باستر اینترتیمنت                            | بهترین بازیگر نقش مکمل زن-درام        | بونی هانت                                                              | نامزدشده |        |
| جایزه برام استوکر                                    | بهترین فیلمنامه                       | فرانک دارابونت                                                         | نامزدشده | [ ۸ ]  |
| جایزه منتقدان تلویزیونی فیلم                         | بهترین فیلم                           | مسیر سبز                                                               | نامزدشده | [ ۹ ]  |
| جایزه منتقدان تلویزیونی فیلم                         | بهترین فیلم‌نامه-اقتباسی               | فرانک دارابونت                                                         | برنده    | [ ۹ ]  |
| جایزه منتقدان تلویزیونی فیلم                         | بهترین بازیگر نقش مکمل مرد            | مایکل کلارک دانکن                                                      | برنده    | [ ۹ ]  |
| جایزه منتقدان فیلم شیکاگو                            | بهترین بازیگر نقش مکمل مرد            | مایکل کلارک دانکن                                                      | نامزدشده |        |
| جایزه منتقدان فیلم شیکاگو                            | متعهدترین بازیگر                      | مایکل کلارک دانکن                                                      | نامزدشده |        |
| جایزه انجمن کارگردانان آمریکا                        | بهترین کارگردانی فیلم                 | فرانک دارابونت                                                         | نامزدشده | [ ۱۰ ] |
| جایزه گلدن گلوب                                      | بهترین بازیگر نقش مکمل مرد-فیلم       | مایکل کلارک دانکن                                                      | نامزدشده | [ ۱۱ ] |
| جایزه Golden Sattelite                               | بهترین بازیگر نقش مکمل مرد            | Doug Hutchison                                                         | نامزدشده |        |
| جایزه ایمیج                                          | بهترین بازیگر نقش مکمل مرد            | مایکل کلارک دانکن                                                      | نامزدشده | [ ۱۲ ] |
| جایزه فیلم ام‌تی‌وی                                    | بهترین بازیگر پیشرفت‌کننده مرد         | مایکل کلارک دانکن                                                      | نامزدشده | [ ۱۳ ] |
| جایزه صدابرداران فیلم (جایزه Golden reel)            | بهترین صدابرداری -گفتارها             | مارک مانگینی، جولیا اورشید                                             | نامزدشده | [ ۱۴ ] |
| جایزه صدابرداران فیلم (جایزه Golden reel)            | بهترین صدابرداری - جلوه‌های صوتی       | مارک مانگینی، آرون گلاسکوک، هاول گیبنز دیوید ای استون، سولانژ اس شوالب | نامزدشده | [ ۱۴ ] |
| جایزه برگزیده مردم                                   | بهترین فیلم برگزیده                   | مسیر سبز                                                               | برنده    | [ ۱۵ ] |
| جایزه برگزیده مردم                                   | بهترین فیلم درام برگزیده              | مسیر سبز                                                               | برنده    | [ ۱۵ ] |
| جایزه ساترن                                          | جایزه ساترن بهترین فیلم               | مسیر سبز                                                               | برنده    |        |
| جایزه ساترن                                          | بهترین کارگردان                       | فرانک دارابونت                                                         | نامزدشده |        |
| جایزه ساترن                                          | بهترین بازیگر نقش مکمل مرد (Film)     | مایکل کلارک دانکن                                                      | برنده    |        |
| جایزه ساترن                                          | جایزه ساترن بهترین بازیگر نقش مکمل زن | پاتریشا کلارکسون                                                       | برنده    |        |
| جایزه ساترن                                          | بهترین موسیقی                         | توماس نیومن                                                            | نامزدشده |        |
| جایزه انجمن نویسندگان علمی‌تخیلی آمریکا (جایزه نبولا) | بهترین فیلم‌نامه                       | فرانک دارابونت                                                         | نامزدشده | [ ۱۶ ] |
| جایزه انجمن بازیگران فیلم                            | بهترین بازیگر مرد                     | مایکل کلارک دانکن                                                      | نامزدشده | [ ۱۷ ] |
| جایزه انجمن بازیگران فیلم                            | بهترین اجرای گروه بازیگران در فیلم    | مسیر سبز                                                               | نامزدشده | [ ۱۷ ] |